# Jakob Gorecki
Jakob Gorecki (Stoccolma, 30 novembre 1991) è un giocatore di football americano svedese che milita nel ruolo di defensive lineman e kicker nei Tyresö Royal Crowns e nella nazionale svedese.
Nel 2021 è diventato vicecampione europeo con la nazionale svedese.

## Palmarès
- 2 SM-final (2018, 2019)